# Vysočany (district de Znojmo)
Pour les articles homonymes, voir Vysočany.
Vysočany (en allemand : Wisokein) est une commune du district de Znojmo, dans la région de Moravie-du-Sud, en République tchèque. Sa population s'élevait à 92 habitants en 2020.

## Géographie
Vysočany se trouve à 13 km au sud-est de Jemnice, à 29 km à l'ouest-sud-ouest de Znojmo, à 73 km à l'ouest-sud-ouest de Brno et à 156 km au sud-est de Prague.
La commune est limitée par Dešov au nord, par Zblovice et Bítov à l'est, par Oslnovice au sud, et par Korolupy et Kostníky à l'ouest.

## Histoire
La première mention écrite de la localité date de 1424.